# Giovanni Stefano Carbonelli
Giovanni Stefano Carbonelli (Roma, 1691 - Londres, 1772) fue un compositor y violinista italiano del barroco.

## Biografía
Alumno de Arcangelo Corelli, se establece en Londres en 1719, por invitación del conde de Rutland quien lo llama a su servicio. Fue primer violín de la Orquesta de la ópera de Handel. Ha dejado una única colección de música, constituida por 12 sonatas para violìn con bajo continuo titulada 12 assolo per violino e basso, en la que sigue el estilo de Corelli. La colección está dedicada a su protector, el conde de Rutland.
Posteriormente abandonó la carrera artística y se dedicó al comercio de vinos franceses y alemanes, obteniendo el título de proveedor de la corte.